# Spencer Stadium
Spencer Stadium is een voetbalstadion met plaats voor 6.500 toeschouwers in Banbury in Engeland. Het is de thuisbasis van de voetbalclub Banbury United FC.
De club speelt sinds het begin van het seizoen 1934-1935 in het Spencer Stadium (momenteel bekend als het Banbury Plant Hire Community Stadium voor sponsordoeleinden) op Station Approach. Nadat ze oorspronkelijk op Middleton Road had gespeeld en Toen de club in 1966 lid werd van de Southern League, werden schijnwerpers geïnstalleerd en werd een nieuw clubhuis gebouwd ter vervanging van de treinwagons die de club had gebruikt voor kleedkamers.
In 1985 hadden ze Financiële problemen leidden tot een verslechtering van de grond en de hoofdtribune werd in 1985 gesloten voordat deze in 1990 werd gesloopt. Tot met de zomer van 2000 werd een nieuwe tribune gebouwd aan de noordoostelijke zijlijn, maar aan het een uiteinde van het veld in plaats van aan de halverwege.
Aan beide uiteinden van de grond waren onbedekte terrassen geïnstalleerd, terwijl de andere zijlijn terrassen over de helft van de lengte had. Het terrein heeft op dit moment een capaciteit van 6.500, waarvan 250 zittend en overdekt. In 2012 werd een nieuwe waterkering voltooid om het stadion, het plaatselijke treinstation en de nabijgelegen woningen te beschermen.